# Nader Goli
Nader Goli – wieś w Iranie, w ostanie Azerbejdżan Zachodni, w szahrestanie Mijandoab. W 2006 roku liczyła 735 mieszkańców.